# Шаршеев, Санжар Тургунбекович
Санжар Тургунбекович Шаршеев (4 сентября 1994) — киргизский футболист, левый защитник и полузащитник.

## Биография

### Клубная карьера
С 2011 года играл за команды из системы бишкекского «Дордоя». В 2011 году выступал в первой лиге Кыргызстана за «Дордой-94», затем два сезона провёл в высшей лиге в составе «Ала-Тоо». В 2014 году пробился в основной состав «Дордоя», но спустя сезон вернулся обратно в «Ала-Тоо». В 2016—2017 годах практически не играл из-за травмы.
В весенней части сезона 2018 года выступал за «Абдыш-Ату», а летом перешёл в «Алай».

### Карьера в сборной
Выступал за сборные Кыргызстана младших возрастов. В составе молодёжной сборной принял участие в четырёх розыгрышах Кубка Содружества (2013—2016), сыграв за это время 15 матчей. В составе олимпийской сборной участвовал в Азиатских играх 2014 года, но во всех матчах оставался в запасе.